# Barret-sur-Méouge
Barret-sur-Méouge, fino al 1º gennaio 2001 Barret-le-Bas, è un comune francese di 228 abitanti situato nel dipartimento delle Alte Alpi della regione della Provenza-Alpi-Costa Azzurra.

## Società

### Evoluzione demografica
Abitanti censiti